# Everybody (singel Madonny)
Everybody – utwór muzyczny amerykańskiej piosenkarki popowej Madonny, pochodzący z jej debiutanckiego albumu studyjnego Madonna z 1983 roku. 6 października 1982 roku został wydany przez wytwórnię Sire Records na pierwszym promującym go singlu. Zarazem był pierwszym singlem w karierze piosenkarki.
„Everybody” został napisany samodzielnie przez Madonnę. Pierwsze nagranie demonstracyjne piosenki, wyprodukowane przez Stephena Braya, powstało w 1981 roku. Rok później DJ Mark Kamins zagrał ją w klubie Danceteria w Nowym Jorku. Zachęcony pozytywną reakcją publiczności, pomógł Madonnie podpisać kontrakt z wytwórnią Sire Records. Utwór został nagrany ponownie, tym razem pod nadzorem producenckim Kaminsa. „Everybody” łączy elementy post disco i R&B, a jego tekst dotyczy zabawy do muzyki. Okładka singla nie przedstawiała zdjęcia Madonny, gdyż wytwórnia chciała ją wypromować jako artystkę czarnoskórą, co korespondowało z brzmieniem w stylu R&B.
Madonna promowała debiutancki singel występami w klubach i programach telewizyjnych. Ponadto Ed Steinberg wyreżyserował teledysk do utworu, przedstawiający Madonnę śpiewającą w klubie i wykonującą układ choreograficzny z dwojgiem tancerzy. Singel odniósł sukces w klubach, co zapewniło mu pozycję na liście Hot Dance Club Songs, jednak poza nimi nie zdobył popularności. Nie udało mu się dostać na Hot 100 ani notowanie w jakimkolwiek innym państwie niż Stany Zjednoczone. Po upływie lat „Everybody” zdobył pozytywne recenzje. Przez kolejne dekady Madonna wykonywała go podczas dwóch tras koncertowych i okazjonalnie w trakcie kilku innych występów.

## Geneza i powstanie
Na przełomie lat 70. i 80. mieszkająca w Nowym Jorku Madonna usiłowała rozpocząć karierę muzyczną. Pierwszym krokiem w tym kierunku była gra na perkusji i śpiew w hardrockowym zespole Breakfast Club. Następnie wraz z ówczesnym partnerem, Stephenem Brayem, opuściła Breakfast Club i założyła nowy zespół, Emmy. Grupa, w zamyśle funkowa, podpisała kontrakt z wytwórnią Gotham Records, który został jednak rozwiązany, gdyż przedstawiciele firmy nie byli usatysfakcjonowani talentami członków kapeli. Madonna opuściła Emmy i wraz z Brayem zaczęła nagrywać słabej jakości kasety demonstracyjne. Na jednej z nich znalazł się utwór „Everybody”, który samodzielnie napisała. W 1982 roku przekonała DJ-a klubu Danceteria, Marka Kaminsa, by zagrał tę piosenkę. Tłum zareagował na nią pozytywnie, a Kamins postanowił pomóc Madonnie w zdobyciu kontraktu płytowego. Zapoznał ją z Chrisem Blackwellem, właścicielem wytwórni Island Records, ten jednak nie wyraził zainteresowania współpracą. Z kolei Michael Rosenblatt, przedstawiciel działu A&R firmy fonograficznej Sire Records, zaoferował jej 5 tysięcy dolarów z góry i dodatkowy tysiąc za każdą napisaną piosenkę.

Madonna jest świetna. Zrobi wszystko, by stać się gwiazdą, a ja właśnie tego poszukuję w artystach – całkowitej kooperacji. W jej przypadku wiedziałem od początku, że mam do czynienia z kimś gorącym i gotowym do współpracy. Planowałem zbudować jej karierę na singlach, a nie na albumie, przez który zaryzykuję katastrofą.

Seymour Stein, prezes Sire, wysłuchał nagrań Madonny w szpitalu Lenox Hill. Będąc pod wrażeniem jej umiejętności, podpisał z nią kontrakt na dwa dwunastocalowe winylowe single. Piosenkarka nagrała ponownie „Everybody” i „Ain’t No Big Deal”, a tym razem producentem był Kamins. Sesja nagraniowa, której koszt ponieśli sami we dwoje, odbyła się w nowojorskim Blank Tapes Studios. Przyjaciel Kaminsa, Arthur Baker, nauczył go produkcji muzycznej i polecił muzyka Freda Zarra, który zagrał na pianinie. Rosenblatt chciał, by na stronie A singla znalazł się utwór „Everybody”, zaś na stronie B „Ain’t No Big Deal”. Usłyszawszy ostateczną wersję drugiego z nich, postanowił zastąpić go rozszerzoną, ponad dziewięciominutową wersję „Everybody”.

## Analiza utworu

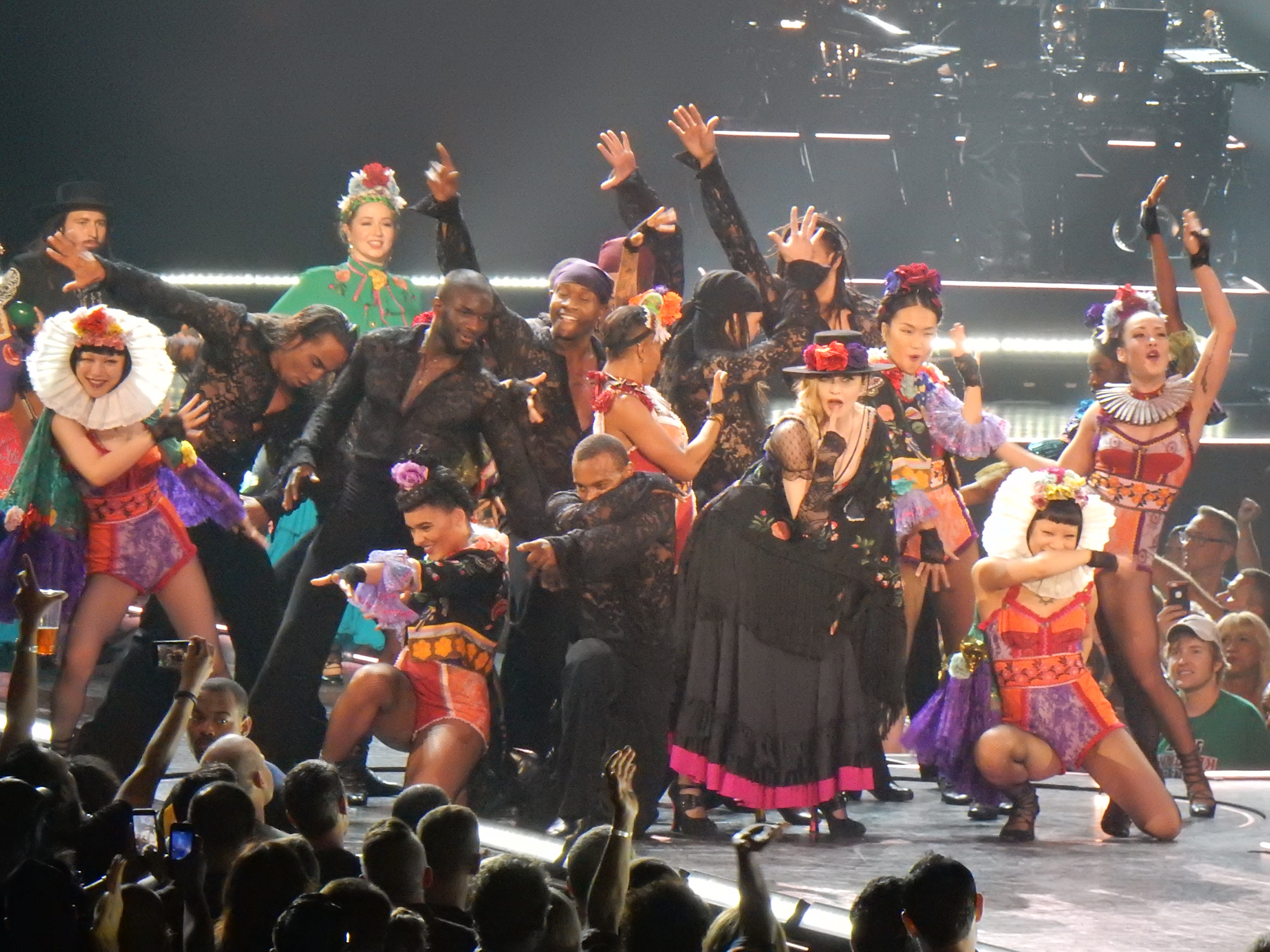
Madonna w 2015 roku, wykonując „Everybody” podczas koncertu z trasy Rebel Heart Tour

„Everybody” został napisany w tonacji a-moll. W refrenie następuje progresja G–A–B–A. Wokal Madonny, nagrany w stylistyce bubblegum popu, jest zdublowany. Utwór rozpoczyna się od mówionego intro Madonny z głębokim wzięciem powietrza, przy akompaniamencie syntezatorów. Piosenka reprezentuje styl post-disco z elementami rhythm and blues (R&B). Tematyką tekstu jest zabawa na parkiecie, a podmiot liryczny zachęca adresata, by z nim zatańczył i zaśpiewał.

## Wydanie i oprawa graficzna
Wytwórnia Sire Records wydała singel „Everybody” 6 października 1982 roku. Lou Beach zaprojektował jego okładkę. Rysunek przedstawia kolaż nowojorskiej ulicy i jest utrzymany w konwencji hip-hopowej. Ze względu na brak zdjęcia Madonny na okładce i brzmienie w stylu R&B, singel ukształtował fałszywe przekonanie, że jest artystką czarnoskórą. Wytwórnia Sire celowo zastosowała taki zabieg, by piosenka trafiła do radiowych playlist kierowanych do społeczności afroamerykańskiej. „Everybody” jest ósmym i ostatnim utworem na albumie studyjnym Madonna, wydanym 27 lipca 1983 roku. Remiks piosenki znalazł się na remix albumie Madonny You Can Dance z 1987 roku. W 1997 roku Stephen Bray wydał nieautoryzowany przez Madonnę album Pre-Madonna z demonstracyjnymi nagraniami piosenkarki. Wśród nich znalazły się dwie wersje „Everybody” – oryginalna z 1981 roku oraz przerobiona współcześnie przez Braya. W 2001 roku ukazała się reedycja albumu Madonna, na której „Everybody” zastąpiono (względem pierwotnej edycji) dłuższą, ponad sześciominutową wersją. W 2009 roku utwór znalazł się na kompilacji największych przebojów Madonny, Celebration, choć tylko w edycji dwupłytowej.

## Odbiór

### Krytyczny
Mieszkałam na Upper West Side, przy skrzyżowaniu 99th i Riverside. Około 7 nad ranem słuchałam w sypialni radia WKTU i usłyszałam „Everybody”. Pomyślałam: „O Boże, to ja, wychodząca z pudła”. Wspaniałe uczucie (...). Jean-Michel Basquiat poznał mnie z Andym Warholem. Pamiętam, jak byliśmy razem w japońskiej restauracji przy Second Avenue i Seventh Street (...). Jean-Michel powiedział, że zazdrości mi tego, iż lecę w radiu. Uważał, że moja forma sztuki jest bardziej przystępna i więcej ludzi o mnie usłyszy. Powiedziałam mu, żeby przestał narzekać.

Rikky Rooksby, autor książki The Complete Guide to the Music of Madonna, napisał, że piosenka stanowiła płaskie zakończenie albumu, nazywając ją sztuczną, wtórną i mało inspirującą. Don Shewey, dziennikarz „Rolling Stone’a”, napisał: „Początkowo [«Everybody»] nie brzmi zbyt ciekawie. Później zauważa się jego charakterystyczną cechę: dziewczęcą czkawkę, której piosenkarka używa w kółko, aż denerwuje jak diabli. W końcu się uzależnia i wyczekuje, by usłyszeć ten chwytliwy głosik”. J. Randy Taraborrelli, biograf Madonny, nazwał utwór „chwytliwą zachętą do zabawy”. Santiago Fouz-Hernández, autor innej biografii piosenkarki, szczególnie pochwalił refren i dodał, że „Everybody” i „Music” (2000) definiują kredo Madonny: muzykę, która przełamuje bariery związane z rasą, płcią czy orientacją seksualną. Matthew Lindsay, redaktor The Quietus, nazwał utwór spektakularnym i trudnym do odparcia. Dodał, że „za sprawą fragmentów mówionych, wzdychań i zaproszenia do tańca debiutancki singel Madonny stał się szablonem, do którego powracała przez całą karierę”. Monika Riegel z serwisu Porcys napisała: „Rok później dostajemy wielkie zaproszenie do tańca od Bowiego. Chyba niepotrzebnie, po «Everybody» i tak wszyscy już tańczą”. Louis Virtel z portalu The Backlot umieścił „Everybody” na drugim miejscu rankingu 100 najlepszych utworów Madonny, nazywając go przykładem na niezaprzeczalną gamę talentów artystki – „dowódczyni i Barysznikowa popu, prawowitej cesarzowej disco”.

### Komercyjny
W tygodniu kończącym się 30 listopada 1982 roku nowojorska WKTU jako pierwsza ze stacji radiowych dodała „Everybody” do swojej playlisty. Singlowi nie udało się wejść na najważniejszą listę przebojów w Stanach Zjednoczonych, Hot 100 tygodnika „Billboard”, znalazł się jednak w jej „poczekalni”, Bubbling Under Hot 100 Singles. W wydaniu z 22 stycznia 1983 piosenka zajęła siódme miejsce notowania, co jest równoważne ze 107. pozycją w rankingu najpopularniejszych utworów w kraju. Za sprawą częstej emisji w klubach, „Everybody” dostał się na listę Hot Dance Club Songs. Najwyższą pozycję, trzecią, osiągnął 8 stycznia 1983 roku. Dzięki klubowemu sukcesowi Madonnie udało się zdobyć pierwszą w karierze sesją okładkową – w grudniowym (1982 roku) wydaniu czasopisma „Dance Music Report”. „Everybody” nie był notowany w żadnym innym państwie niż Stany Zjednoczone. Światowa sprzedaż singla przekracza 250 tysięcy egzemplarzy.

## Teledysk

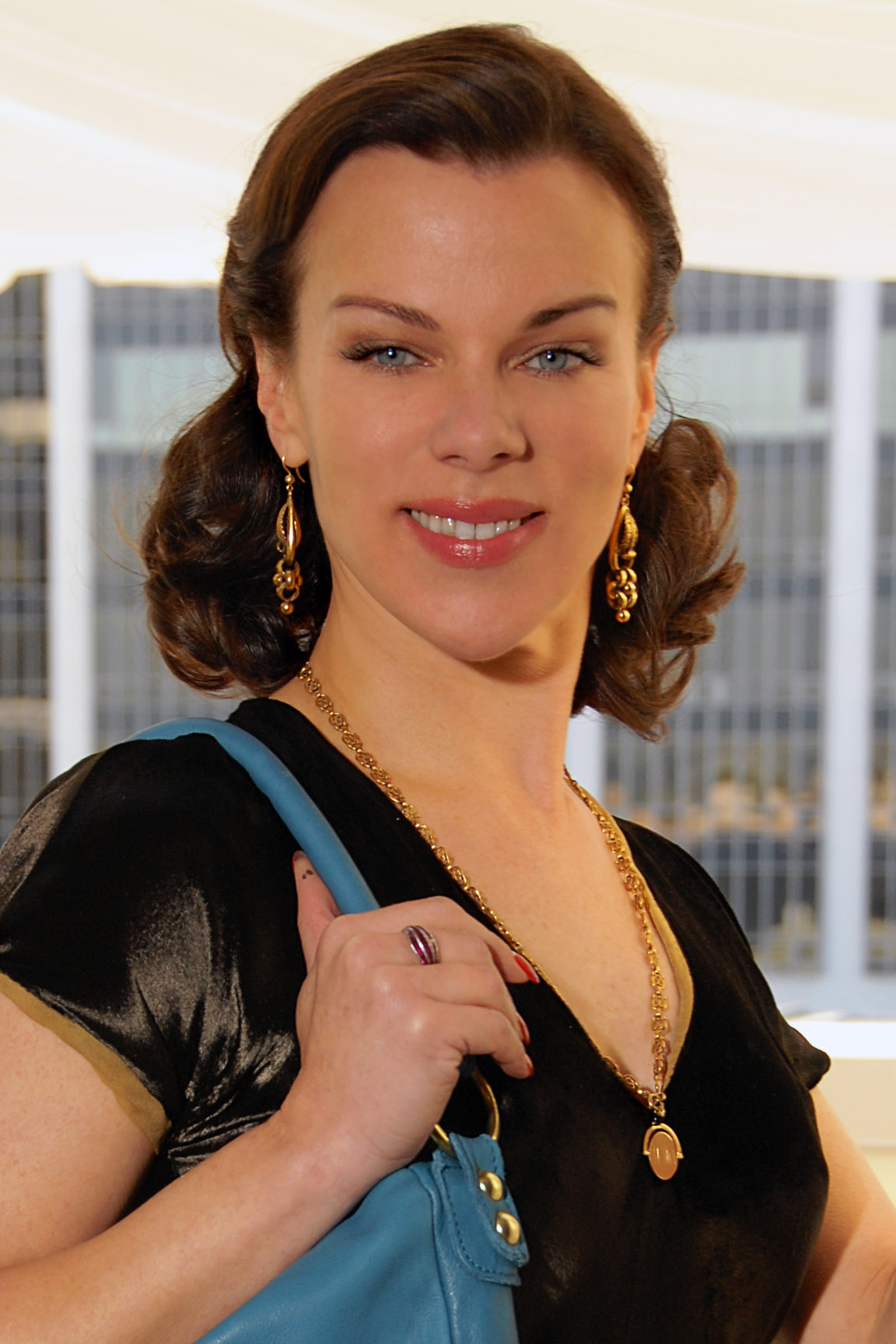
W teledysku wystąpiła przyszła aktorka, Debi Mazar

Madonna zaprosiła Michaela Rosenblatta i Seymoura Steina, przedstawicieli wytwórni Sire Records, do nowojorskiego klubu Danceteria, gdzie zaprezentowała „Everybody” podczas imprezy zorganizowanej przez Haoui Montauga. Występ obejmował nie tylko śpiew, ale także wykonanie w towarzystwie tancerzy układu choreograficznego. Rosenblatt i Stein doszli do wniosku, że piosenkarka oczarowuje w warstwie wizualnej, w związku z czym podjęli decyzję o realizacji teledysku do singla, który będzie puszczany w klubach w całym kraju. W ten sposób Madonna miała się stać rozpoznawalna z wyglądu. Rosenblatt skontaktował się z Edem Steinbergiem, który prowadził studio wideoklipów, Rock America. Zapytał o możliwość zrealizowania teledysku, przedstawiającego Madonnę podczas występu w Danceterii, i zaoferował 1000 dolarów budżetu. Jak na tamte czasy, była to bardzo skromna suma – Duran Duran czy Michael Jackson wydawali na swoje wideoklipy sześciocyfrowe sumy. Steinberg zgodził się na wyreżyserowanie teledysku do „Everybody” za 1500 dolarów, choć ostatecznie otrzymał tylko 1000. Za jego sugestią, zdjęcia odbyły się w klubie gejowskim Paradise Garage. Za makijaż Madonny odpowiadała jej przyjaciółka i przyszła aktorka, Debi Mazar. W wideoklipie wystąpili jako tancerze Erika Belle i Bags Rilez, zaś wśród tłumu na parkiecie pojawił się między innymi znany artysta graffiti, Michael Stewart. Planowo piosenkarce miało towarzyszyć troje tancerzy, ale jeden z nich nie zjawił się na planie. Madonna samodzielnie wymyśliła choreografię. Steinberg był pod wrażeniem profesjonalizmu, którym wykazała się podczas zdjęć, co wpłynęło na fakt, że osobiście usiłował promować teledysk i wysyłał jego kopie do klubów w całych Stanach Zjednoczonych.
Wideoklip przedstawia Madonnę i dwójkę tancerzy, występujących w klubie. Cała trójka wykonuje układ choreograficzny, ponadto piosenkarka śpiewa. W tle widać migoczące lampki, ponadto na parkiecie znajduje się grupa ludzi, tańczących w rytm muzyki. Profesor Douglas Kellner napisał w książce Media Culture: Cultural Studies, Identity, and Politics Between the Modern and the Postmodern, że już w debiutanckim teledysku Madonna zaprezentowała swój charakterystyczny wizerunek. Jawiła się jako stawiająca na strój, seksualność i świadomą kreację artystyczną; była zarówno pociągającym obiektem seksualnym, jak i łamaczem ustalonych norm. Sama piosenkarka przyznała, że wideoklip odegrał dużą rolę w jej karierze: „Gdyby nie teledysk, pewnie większość dzieciaków w Midwest nie wiedziałaby o moim istnieniu. Teledyski zajmują miejsce koncertowania, są wszędzie. Sporo im zawdzięczam w kwestii sukcesu, który odniosłam”. Ponadto wideoklip pomógł zniszczyć panujące powszechnie przekonanie, że Madonna jest artystką czarnoskórą.

## Wykonania na żywo
W ramach promocji debiutanckiego albumu Madonna śpiewała pochodzące z niego utwory w klubach, głównie na terenie Nowego Jorku. Podczas występów często towarzyszyli jej na scenie brat, Christopher Ciccone, oraz Erika Bell, z którymi piosenkarka wykonywała układy choreograficzne. Pierwszy występ na żywo z „Everybody” odbył się 16 grudnia 1982 roku podczas imprezy Haoui Montaug’s No Entiendes w klubie Danceteria w Nowym Jorku. W 1983 roku Madonna wystąpiła między innymi w klubach: Studio 54, Roxy, Ara, Pyramid, Paradise Garage i Roseland w Nowym Jorku, Uncle Sam’s w Levittown oraz Copa w Fort Lauderdale. W styczniu roku zaśpiewała „Everybody” w programie telewizyjnym Dancin’ on Air, 13 października w klubie Camden Palace w Londynie, a 23 października we włoskim programie Di-Gei. W 1985 roku uwzględniła debiutancki singel podczas swojej pierwszej trasy koncertowej, The Virgin Tour. Elementem występu był układ choreograficzny, wykonywany z dwojgiem tancerzy. Nagranie wykonania z koncertu z Detroit znalazło się na albumie wideo Madonna Live: The Virgin Tour (1985).

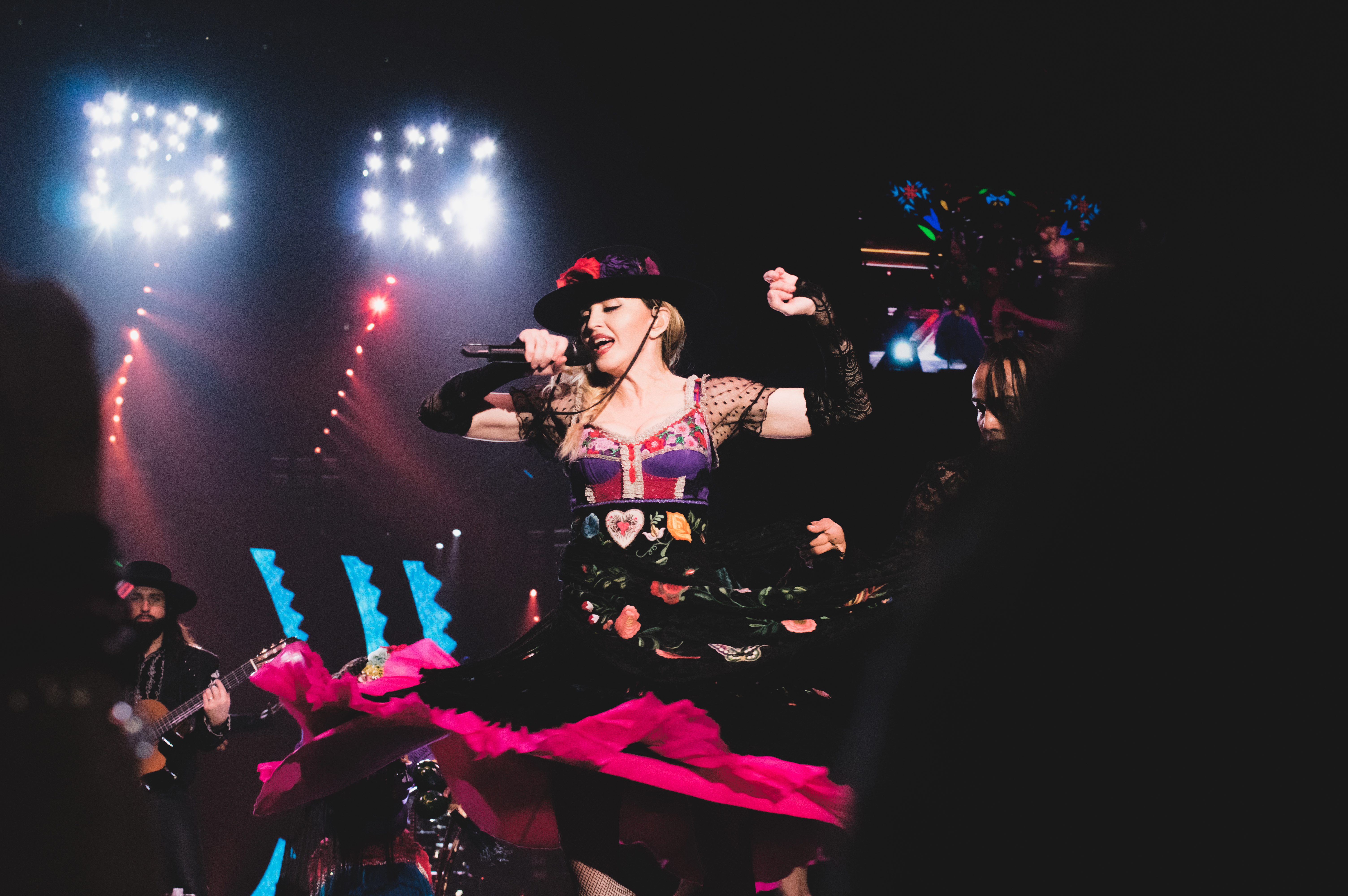
Madonna w 2015 roku, wykonując medley flamenco podczas koncertu z trasy Rebel Heart Tour

W 1990 roku Madonna rozpoczynała koncerty w ramach trasy Blond Ambition World Tour kilkukrotnie powtórzonym wersem z „Everybody” („Dance and sing, get up and do your thing”), wplecionym jako sampel do piosenki „Express Yourself”. W 1993 roku uwzględniła debiutancki singel podczas trasy The Girlie Show World Tour, gdzie był ostatnią wykonywaną piosenką. Piosenkarka była ubrana w białą koszulkę i niebieskie, dżinsowe spodenki. Występ zaczynał się od zaśpiewania refrenu utworu „Everybody Is a Star” zespołu Sly and the Family Stone. Samo „Everybody” obejmowało zabawę z tancerzami oraz przedstawianie publiczności występującego z artystką zespołu. W piosenkę wpleciono sample z utworów „Dance to the Music” Sly and the Family Stone, „After the Dance” Marvina Gaye’a i „It Takes Two” duetu Rob Base and DJ E-Z Rock. Po zakończeniu występu opadała kurtyna, zza której po chwili wychodził klaun. Gdy ściągał maskę, okazywało się, że była nim sama Madonna. Jon Pareles, dziennikarz „The New York Times”, napisał: „Finał koncertu jest wręcz zdrowy. [Madonna] w towarzystwie swojej ubranej w dżinsy i białe koszulki trupy zaprasza publiczność do tańca w rytm «Everybody». Nie jest to żadna prowokacja, tylko po prostu przyjemna rewia muzyczno-taneczna”. Zapis występu z Sydney znalazł się na albumie wideo The Girlie Show: Live Down Under (1994).
Następny występ z „Everybody” odbył się dopiero 12 lat później, w okresie promocji albumu Confessions on a Dance Floor (2005). 15 listopada 2005 roku Madonna zagrała koncert w londyńskim klubie Koko (dawnym Camden Palace). Przed końcem występu zapowiedziała: „Teraz piosenka, którą wykonałam tu po raz pierwszy na terenie Anglii 22 lata temu. Myślę więc, że mieliście odpowiednio dużo czasu, by nauczyć się tekstu”. Następnie zakończyła koncert utworem „Everybody” w nowej aranżacji, przygotowanej przez Stuarta Price’a. Później zaprezentowała tę samą wersję debiutanckiego singla podczas występów w klubie G-A-Y w Londynie (19 listopada 2005 roku), w Studio Coast w Tokio (7 grudnia 2005 roku) i na festiwalu Coachella Valley Music and Arts Festival w kalifornijskim Indio (30 kwietnia 2006 roku). 6 października 2012 roku singel „Everybody” obchodził trzydziestą rocznicę wydania. Z tej okazji Madonna zaśpiewała go podczas koncertu w San Jose, który był częścią trasy The MDNA Tour. Aidin Vaziri, dziennikarz gazety „San Francisco Chronicle”, napisał: „Trzy dekady później proste synth popowe brzmienie i naiwna melodia R&B wciąż wypadają świetnie. Ten moment spoza głównego scenariusza okazał się najciekawszą częścią koncertu”.
W 2015 roku Madonna wyruszyła w trasę Rebel Heart Tour, podczas której zaprezentowała medley swoich piosenek z lat 80. w aranżacjach flamenco. W trakcie tej części występu była ubrana w kreację inspirowaną kulturami Latynosów i Romów, zaprojektowaną przez Alessandro Michele dla domu mody Gucci. Artystka miała na sobie szal, kapelusz, żakardowe body i czarno-różową spódnicę. Podczas występu Madonna z tancerzami imitowali zabawę w stylu latynoskim. Podczas trzech pierwszych koncertów z trasy (dwóch w Montrealu i jednego w Waszyngtonie) medley obejmował utwory „Dress You Up”, „Into the Groove”, „Everybody” i „Lucky Star”. Joe Lynch z „Billboardu” skomentowała: „Marakasy to może już za wiele, ale gitara flamenco wspaniale nadała piosenkom nowego, organicznego brzmienia”. W trakcie późniejszych występów Madonna zrezygnowała z „Everybody”, ograniczając medley do pozostałych trzech piosenek.

## Lista utworów
|  | - Amerykański singel 12-calowy 1. „Everybody” – 5:56 2. „Everybody” (dub) – 9:23 - Amerykański singel 7-calowy 1. „Everybody” – 3:58 2. „Everybody” (wersja instrumentalna) – 4:13 - Brytyjski singel 12-calowy 1. „Everybody” (remiks) – 6:16 2. „Everybody” (dub) – 5:59 - Brytyjski singel 7-calowy 1. „Everybody” (remiks) – 3:20 2. „Everybody” (dub) – 4:40 | - Niemiecki singel 5-calowy CD 1. „Everybody” (wersja albumowa) – 4:55 2. „Everybody” (dub) – 8:58 - Francusko-włoski maxi singel 12-calowy 1. „Everybody” – 5:56 2. „Everybody” (wersja instrumentalna) – 9:23 - Brytyjsko-niemiecki maxi singel CD 1. „Everybody” – 6:00 2. „Everybody” (dub) – 9:23 |

## Personel
- Madonna – wokal, autorstwo
- Mark Kamins – produkcja
- Butch Jones – syntezator, realizacja dźwięku
- Reggie Lucas – gitara, instrument perkusyjny
- Fred Zarr – syntezator, pianino, pianino elektroniczne
- Dean Gant – pianino, pianino elektroniczne
- Bobby Malach – saksofon tenorowy
- Ed Walsh – syntezator
- Gwen Guthrie – wokal wspierający
- Brenda White – wokal wspierający
- Chrissy Faith – wokal wspierający
- Christine Sauers – dyrekcja artystyczna
- Lou Beach – projekcja okładki

## Notowania
| Terytorium        | Notowanie                      | Najwyższa pozycja |
| ----------------- | ------------------------------ | ----------------- |
| Stany Zjednoczone | Bubbling Under Hot 100 Singles | 7                 |
| Stany Zjednoczone | Hot Dance Club Songs           | 3                 |